# Hoshi (chanteuse)
Pour les articles homonymes, voir Hoshi.
Mathilde Gerner, dite Hoshi, est une auteure-compositrice-interprète française, née le 14 septembre 1996 à Versailles.

## Biographie

### Famille et enfance
Mathilde Gerner naît le 14 septembre 1996 à Versailles et grandit à Montigny-le-Bretonneux, dans la communauté d'agglomération de Saint-Quentin-en-Yvelines. Elle commence le piano à l'âge de six ans et la guitare à quinze ans. À la même époque, elle écrit ses premières chansons.

### Carrière musicale

#### Débuts
Hoshi fait ses premiers pas dans la musique avec le groupe amateur TransyStory formé en septembre 2011. Elle est en classe de seconde et assure le chant, les claviers ainsi que la guitare rythmique dans ce quartet qui se produit occasionnellement dans les salles municipales de Montigny-le-Bretonneux. Le groupe joue notamment Lou, sa première composition enregistrée. En parallèle, elle se présente seule et remporte en décembre 2011 le concours Jeunes Talents, c’est maintenant ! organisé par le conseil municipal de sa ville. Elle est repérée à cette occasion par Marc Isacco alors responsable d'une section musicale de Montigny qui lui permet de rencontrer des artistes établis et de jouer dans des salles plus grandes,. TransyStory se sépare fin 2012 et Hoshi poursuit seule son parcours musical.
Passionnée par la culture japonaise, elle choisit comme nom de scène Hoshi Hideko, puis simplement Hoshi (星) qui signifie « étoile » en japonais,. Elle n'a toutefois jamais pu se rendre au Japon à cause de la maladie de Menière dont elle est atteinte, qui lui cause des vertiges et l'empêche de prendre l'avion.
Elle se fait connaître en publiant des reprises sur Internet et obtient le soutien du label Styiens. En 2015, à 18 ans, elle est repérée par le directeur de casting de l'émission The Voice et passe les auditions avec succès mais elle décide d'arrêter lorsque la production lui impose une chanson.
Elle quitte le lycée et se consacre alors entièrement à la musique en se produisant dans la rue,. En 2014, elle participe à l'émission Rising Star sur la chaîne M6 mais elle échoue à se qualifier avec sa reprise de Mistral gagnant. Elle retourne ensuite chanter dans la rue, où elle aime tester ses compositions, et elle se produit en solo pour des petits concerts. Elle n'est contactée que presque deux ans plus tard par une manageuse qui lui permet de signer sur le label Jo&Co,.

#### Accès à la notoriété
Le 3 mars 2017, elle sort son premier single, Comment je vais faire. La chanson et le clip obtiennent un certain succès.
Le 19 mai 2017, elle sort son premier EP intitulé Comment je vais faire, sur le label Jo&Co. Il comprend son titre éponyme et sa version acoustique, ainsi que trois morceaux originaux intitulés Manège à trois, En gros tout est gris et Parking sonne.
Le 5 octobre 2018, elle chante en duo la chanson d'Ycare À qui la faute.
Le 23 mars 2018, elle sort son premier album, Il suffit d'y croire. Elle connaît un premier succès important avec le titre Ta Marinière.
En 2020, elle est nommée aux Victoires de la musique dans la catégorie révélation scène.

#### Années 2020
En 2022, elle interprète sur la scène des Victoires de la musique sa chanson Fais-moi signe dans laquelle elle évoque avec beaucoup d'émotion sa maladie auditive. Elle est saluée d'une standing ovation. Et en cette même année, elle interprète la voix chantée du personnage d'Uta dans le film One Piece: Red qui sort le 6 août 2022 au Japon et le 10 août 2022 en France.
En 2025, Hoshi co-signe avec Frédéric Strouck et David Sauvage l'adaptation française de la comédie musicale à succès Cher Evan Hansen qui aborde des thèmes chers à l'artiste, comme la solitude, la quête de reconnaissance ou les réseaux sociaux,.

### Vie privée
Hoshi se présente avec la chanteuse Gia Martinelli en novembre 2018 sur le tapis rouge des NRJ Music Awards alors qu'elle est sélectionnée pour le prix de la révélation francophone de l'année. En décembre de la même année, elle se dit victime d'un outing après la publication d'un article de Paris Match qui parle de son homosexualité, niant avoir tenu les propos rapportés. Après plusieurs années de relation, Hoshi et Gia Martinelli ont mis fin à leur relation amoureuse à l’été 2024.
Atteinte de pertes d'audition depuis l'enfance, elle apprend lors de sa première tournée qu'elle souffre de la maladie de Menière. Elle l'évoque dans une interview en février 2020 puis en parle publiquement en avril 2021 sur le plateau de l'émission C à vous. Elle l'évoque également dans ses titres autobiographiques Fais‐moi signe et Mauvais Rêve (« La vie me met un tacle du haut de mes 25 ans / Ma maladie porte une cape et me grignote les tympans / Je serai pas Hoshi toute la vie, je devrai vivre sans vos cris »).

## Style et influences
Ses influences sont variées : Jacques Brel, Serge Gainsbourg, Catherine Ringer, Les Rita Mitsouko, Noir Désir, Léo Ferré, The Cranberries, Patti Smith, Janis Joplin, Izïa Higelin et Nirvana.

## Engagements
Victime de cyberharcèlement misogyne et homophobe, pour avoir embrassé une danseuse le 14 février 2020 lors des Victoires de la musique après avoir interprété sa chanson Amour Censure, qui dénonce précisément l’homophobie, Hoshi porte plainte pour harcèlement moral « en meute », menaces de mort et de viol, injures aggravées, et provocation à la haine. Cinq mineurs et un majeur sont interpellés. Ce dernier se voit condamné à huit mois de prison, dont deux mois ferme, à l'issue d'un jugement rendu le 2 juin 2023 par la 24e chambre du Tribunal judiciaire de Paris. À la suite de la publication d'une photo d'un concert le 17 mai 2024, elle subit à nouveau des vagues de harcèlement sur les réseaux sociaux.
Hoshi interpelle régulièrement les pouvoirs publics quant à l'impunité de nombre de harceleurs. Après le suicide de Lucas, 13 ans, victime présumée d'homophobie, elle écrit « En France, on peut menacer les gens, tenir des propos homophobes et sortir librement dans la rue… » « La justice manque sûrement de moyens ».

## Discographie

### Singles
| Année | Single                                                    | Classement des ventes | Classement des ventes | Certification    | Album                |
| Année | Single                                                    | France                | Belgique (Wallonie)   | Certification    | Album                |
| ----- | --------------------------------------------------------- | --------------------- | --------------------- | ---------------- | -------------------- |
| 2017  | Comment je vais faire (single puis EP)                    | 91                    | Tip: 30               | France : Or      | Il suffit d'y croire |
| 2017  | Manège à trois                                            |                       |                       | France : Or      | Il suffit d'y croire |
| 2018  | Femme à la mer                                            |                       |                       | France : Or      | Il suffit d'y croire |
| 2018  | Te parler pour rien                                       |                       |                       | France : Or      | Il suffit d'y croire |
| 2018  | Ta marinière                                              | 9                     | Tip: 9                | France : Diamant | Il suffit d'y croire |
| 2019  | Je vous trouve un charme fou (en duo avec Gaëtan Roussel) | 53                    | Tip: 19               | France : Or      | Il suffit d'y croire |
| 2019  | Amour Censure                                             | 15                    | 6                     | France : Platine | Sommeil levant       |
| 2020  | SQY                                                       | —                     | —                     | —                | Sommeil levant       |
| 2020  | Enfants du danger                                         | —                     | Tip: 28               | —                | Sommeil levant       |
| 2020  | Marche ou rêve                                            | 200                   | —                     | —                | Sommeil levant       |
| 2021  | Et même après je t'aimerai                                | 136                   | —                     | France : Platine | Étoile flippante     |
| 2021  | Allez là                                                  | —                     | —                     | —                | Étoile flippante     |
| 2021  | Il était une toi                                          | —                     | —                     | —                | Étoile flippante     |
| 2021  | J'te pardonne                                             |                       |                       | France : Or      | Étoile flippante     |
| 2023  | Mauvais rêve                                              |                       |                       | France : Or      | Cœur parapluie       |
| 2023  | Je partirai                                               |                       |                       |                  | Cœur parapluie       |
| 2023  | Puis t’as dansé avec moi                                  |                       |                       | France : Or      | Cœur parapluie       |
| 2024  | Tu vas me quitter encore longtemps ?                      |                       |                       |                  | Cœur papillon        |
| 2025  | Nouveau Jour                                              |                       |                       |                  |                      |

## Distinctions
| Année | Évènement                                 | Catégorie                               | Résultat   |
| ----- | ----------------------------------------- | --------------------------------------- | ---------- |
| 2018  | NRJ Music Awards                          | Révélation francophone de l'année       | Nomination |
| 2020  | Victoires de la musique                   | Révélation scène                        | Nomination |
| 2020  | La Chanson de l'année                     | Amour Censure                           | Nomination |
| 2021  | NRJ Music Awards                          | Artiste féminine francophone de l'année | Nomination |
| 2022  | Victoires de la musique                   | Artiste interprète féminine             | Nomination |
| 2023  | Prix Rolf Marbot de la chanson de l'année | pour Mauvais Rêve                       | Lauréat    |